# Velika Gata
Velika Gata es un pueblo ubicado en el municipio de Bihać, en el cantón de Una-Sana, Bosnia y Herzegovina.

## Superficie
Posee una superficie de 10,66 kilómetros cuadrados.

## Demografía
Hasta 2013 la población era de 1094 habitantes, con una densidad de población de 102,6 habitantes por kilómetro cuadrado.